# 約翰内斯·弗魯姆
約翰内斯·弗魯姆（德語：Johannes Flum；1987年12月14日—）是一位德國足球運動員。在場上的位置是中場。他現在效力於德國足球乙級聯賽球隊聖保利。他曾打入弗賴堡的德甲第500個進球。